# Fernando Natalio Chomalí Garib
Fernando Natalio Chomalí Garib (Santiago do Chile, 10 de março de 1957) é um cardeal chileno da Igreja Católica, arcebispo de Santiago do Chile.

## Biografia
Antes de iniciar seus estudos eclesiásticos, obteve o título de engenheiro civil na Pontifícia Universidade Católica do Chile e completou seus estudos filosóficos e teológicos no Pontifício Seminário Maior de Santiago. Obteve uma Licenciatura em Teologia Moral pela Pontifícia Academia Alfonsiana, um Doutorado em Teologia pela Pontifícia Universidade Gregoriana e um Mestrado em Bioética pelo Pontifício Instituto Teológico João Paulo II para as Ciências do Matrimônio e da Família em Roma.
Foi ordenado sacerdote em 6 de abril de 1991 pelo arcebispo Carlos Oviedo Cavada, O. de M. Incardinado na Arquidiocese de Santiago do Chile, foi, entre outros, delegado do arcebispo para a pastoral acadêmica, conferencista no seminário de Santiago e na pontifícia universidade daquela cidade, além de moderador da cúria arquidiocesana.
É membro da Pontifícia Academia para a Vida desde 2001.  De 2010 a 2012 foi membro do seu comitê de direção. A sua filiação foi renovada mais recentemente em 2017.
Em 6 de abril de 2006, Chomalí foi nomeado bispo auxiliar de Santiago do Chile, com a sé titular de Noba. Foi consagrado pelo então núncio apostólico no Chile, Dom Aldo Cavalli, auxiliado por Dom Ricardo Ezzati Andrello, S.D.B. e Dom Cristián Contreras Villarroel, bispos auxiliares de Santiago.
Em 20 de abril de 2011, o Papa Bento XVI o nomeou arcebispo de Concepción e sua entrada solene foi realizada em 28 de maio. Ele serviu de março de 2014 a março de 2015 como administrador apostólico da Diocese de Osorno.
Em 10 de setembro de 2018, em uma carta pastoral sobre a crise de abuso sexual, Chomalí pediu que a Igreja cooperasse totalmente com as autoridades civis. Ele criticou o impacto do clericalismo e propôs separar os escritórios que lidam com queixas de abuso de outros escritórios diocesanos e novas regras para criar transparência para seminários e procedimentos judiciais da igreja.
Desde 28 de julho de 2021 é o vice-presidente da Conferência Episcopal do Chile.
Em 19 de dezembro de 2021, por ocasião da eleição de Gabriel Boric como novo presidente do Chile, ele esperava que o novo presidente valorizasse "a família como o lugar onde as pessoas aprendem a crescer" e que atuasse decisivamente em favor dos mais vulneráveis e fracos da sociedade; ele também encorajou o novo presidente a promover o emprego, "porque é uma maneira privilegiada de superar a pobreza que aflige tantos chilenos".
Em 25 de outubro de 2023, foi transferido para a Arquidiocese de Santiago do Chile. Foi instalado em 16 de dezembro.
Durante o Angelus de 6 de outubro de 2024, Papa Francisco anunciou que o criaria cardeal no Consistório de 7 de dezembro de 2024. Recebeu o barrete vermelho, o anel cardinalício e o título de cardeal-presbítero de São Mauro Abade.